# Воскресенка (Пронский район)
Воскресенка — село в Пронском районе Рязанской области России, входит в состав Тырновского сельского поселения.

## География
Село расположено в 12 км на юго-запад от центра поселения села Тырново и в 28 км на северо-запад от райцентра рабочего посёлка Пронск. 

## История
Воскресенка в качестве деревни упоминается в Рязанских платежных книгах и значится в вотчине за Кандауровыми. По окладным книгам 1676 года Воскресенка значится селом с церковью Пречистой Богородицы честного и славного ее Рождества, при которой находился двор попа и дьячка, пашни 8 четвертей в поле и сенных покосов на 30 копен. В приходе, состоявшем, кроме села, из деревень Игуменки, Осников и Покровской, было 10 дворов помещиковых, 45 дворов крестьянских, 9 дворов  бобыльских, а всего 63 двора. Из досмотру 1699 года видно, что число приходских дворов при Богородицерождественской церкви к концу XVII столетия значительно уменьшилось: в причте упоминается только двор попов, вместо дьячка, в одном дворе вместе с попом жил дед его и способствовал ему, а приходских дворов в селе Воскресенке было 7 дворов крестьянских, а в деревне Игуменке 7 дворов детей боярских и 4 двора крестьянских. Такое сокращение приходских дворов объясняется тем, что в 1698 году в деревне Осниках выстроена была отдельная церковь, и к ней отошла деревня Покровка. В 1701 году по указу митрополита Стефана, по челобитью стольников Ивана Большого да Ивана Среднего и их детей Дмитриевых – Мамоновых, велено их крестьянам, жившим в селе Последове, быть в приходе к селу Воскресенке; вследствие чего число приходских дворов при Богородицерождественской церкви возросло до 73 дворов. Каменная церковь в селе в честь Рождества Богородицы с приделом Петропавловским построена в 1747 году помещиком Петром Николаевичем Хрущевым. 
В XIX — начале XX века село являлось центром Воскресенской волости Пронского уезда Рязанской губернии. В 1906 году в селе был 141 двор. 
С 1929 года село являлось центром Воскресенского сельсовета Пронского района Рязанского округа Московской области, с 1937 года — в составе Рязанской области, с 2005 года — в составе Тырновского сельского поселения.

## Население
| 1859 | 1897 | 1906  | 2010 |
| ---- | ---- | ----- | ---- |
| 583  | ↗815 | ↗1050 | ↘17  |

## Достопримечательности
В селе находится недействующая Церковь Рождества Пресвятой Богородицы.